# Jean-Louis Capezzali
 (mars 2014).
 (mars 2014).
Jean-Louis Capezzali est un hautboïste français, né en 1959.

## Biographie
Né à Saint-Étienne, Jean-Louis Capezzali commence l'apprentissage de la musique à l'âge de neuf ans avec le piano et découvre le hautbois à 14 ans, en écoutant un enregistrement des concertos de Vivaldi interprétés par Pierre Pierlot.
Après une année de cours à la Schola Cantorum de Paris, il entre en « classes à horaires aménagés musique » (CHAM) au CNR de Versailles où il étudie le hautbois avec Gaston Longatte. Il remporte la médaille d'or et le prix d'honneur puis obtient le certificat d'aptitude (CA) de professeur de hautbois.
En 1979 il est nommé, à l'âge de vingt ans, premier hautbois solo des Concerts Lamoureux. En 1984, il est reçu premier hautbois solo à l'Orchestre philharmonique de Radio France. Il est également lauréat des Concours internationaux de Genève (1982) et de Prague (1986).
En 1988, après avoir assuré le poste d'assistant dans la classe de Maurice Bourgue au CNSM de Paris, il le remplace en qualité de professeur titulaire lors de son départ pour le conservatoire de Genève. Depuis 1998, il enseigne au CNSM de Lyon où il est également chargé de la responsabilité pédagogique du département des bois. Il est également professeur de hautbois à la Haute École de Musique du Conservatoire de Lausanne.
Il assure annuellement des sessions de perfectionnement en pratique instrumentale et en musique de chambre à l'École Britten, Institut Supérieur de Musique de Périgueux, et forme la future génération de hautboïstes dans les académies internationales comme celle de Telč en République tchèque, Musicalp à Courchevel, ou du Festival Pablo Casals de Prades.
Il mène, parallèlement à ces activités, une carrière de chambriste et de soliste qui l'amène à se produire avec les plus grandes formations : Orchestre national Bordeaux Aquitaine, Ensemble orchestral de Paris, Orchestre de chambre de Toulouse, … Il est régulièrement invité à donner des concerts et des classes de maître en Chine, Japon, Corée, Taïwan, Scandinavie, Russie, Allemagne, Espagne, Pologne, République Tchèque, États-Unis, où il représente l'école française des vents.
Essayeur chez Buffet Crampon depuis 1992, il contribue également au développement du hautbois, particulièrement des hautbois en Green Line.

## Enregistrements
- Qigang Chen: Extase (Virgin Classics 2006)
- Jean Françaix, Georges Auric : Musique de chambre - Trios & sonates (Arion 2005)
- Charles Koechlin : Sonatines 1 et 2 (Gallo 2002)
- Kurtag; Florentz; Ligeti; Pesson (Arion 1998)
- Wagner: Siegfried Idyll in E WWV103 (Gallo 1996)
- Mozart: Divertimento K136, Oboe Concerto K314 avec l'Orchestre national Bordeaux Aquitaine (Forlane 1996)
- Schumann Kalliwoda, Johann Peter Pixis : The Romantic Oboe (Disques Pierre Verany 1994)
- Mais aussi : Milhaud, Prokofiev, Poulenc, Martinu, …